# Rómulo Amadeo
Rómulo Amadeo  (Buenos Aires, 1890 - 1977) fue un abogado y especialista en derecho constitucional argentino.
Cursó estudios en la Universidad Nacional de La Plata, donde se gradúa de abogado en 1918. Se desempeñó como inspector general de enseñanza y presidente de la Comisión protectora de Bibliotecas populares. Fue profesor de educación cívica y economía política.
En su obra Hacia una nueva Constitución Nacional publicada en 1936, explora ideas que luego serán retomadas en las reformas de la Constitución Argentina de 1949 y 1957.

## Obras
- La acción católica (1920)
- La enseñanza universitaria (1921)
- La libertad de enseñanza (1923)
- La educación católica (1927)
- La acción social católica (1930)
- La avalancha comunista (1937)
- El estado moderno y los principios católicos (1938)
- Temas constitucionales (1941)
- Problemas de la educación (1947)